# When Johnny Comes Marching Home
«When Johnny Comes Marching Home», a veces también llamada «When Johnny Comes Marching Home Again», es una canción popular de la guerra de Secesión que expresa el deseo de la gente de que sus amigos y familiares que estaban combatiendo en la guerra regresaran.

## Historia
La letra de «When Johnny Comes Marching Home» fue escrita por el músico Patrick Gilmore durante la Guerra de Secesión. Sin embargo, presentó la partitura original en la Biblioteca del Congreso de Estados Unidos con el nombre de «Louis Lambert» el 26 de septiembre de 1863, mientras que los derechos de autor pertenecían a la compañía Henry Tolman & Co., radicada en Boston. Pese a que se desconoce la razón por la que Gilmore escogió un seudónimo, se sabe que era una práctica usual de los compositores de aquellos años para añadir romanticismo y misterio a sus creaciones. Por otra parte, se dice que escribió la canción para su hermana Annie, quien solía orar por el retorno de su prometido, el capitán de artillería ligera del Ejército de la Unión, John O'Rourke, quien peleaba en el conflicto. Empero, no hay evidencia del compromiso nupcial en ese año de 1863, ya que ambos no se casarían hasta 1875.
La música de la obra no era original, lo que sería admitido por el propio Gilmore. Él mismo aseveró en un artículo del Music Herald del año 1883: «Fue un estribillo que escuché a alguien cuando iniciaba la guerra; me gustó tanto que escribí la letra, le hice un arreglo, le di un nombre, le puse una rima, todo con el propósito que estuviera acorde con los sucesos que se vivían».
La melodía, de hecho, era conocida desde el 1 de julio de 1863, ya que le daba ritmo a una canción popular en las cantinas conocida como «Johnny Fill Up the Bowl». Además, en un volante ilustrado que contenía la letra de la canción de Gilmore, impreso por el titular de la obra, se recomendaba que  «When Johnny Comes Marching Home» debía ser cantada como «Johnny Fill Up the Bowl», en cuya partitura original se afirmaba que el arreglo musical había sido de J. Durnal, aunque no se establecía que él era su autor. De igual forma, existe una similitud con la música de la canción «John Anderson, My Jo», cuyo letrista, Robert Burns, la había adaptado a su vez a una melodía creada alrededor de 1630. Por su parte, el escritor Jonathan Lighter ha sugerido un nexo con la balada del siglo XVII, «The Three Ravens».
También se interpreta de la misma manera que «Johnny I Hardly Knew Ye», y se ha creído popularmente que es una versión posterior de esta pieza. Sin embargo, «Johnny I Hardly Knew Ye» no se lanzó hasta 1867, con un arreglo diferente.
La canción «When Johnny Comes Marching Home» alcanzó mucha popularidad en su tiempo, y era muy interpretada tanto por el bando unionista como el confederado; y además fue un éxito en Inglaterra.

## Letra (en inglés)

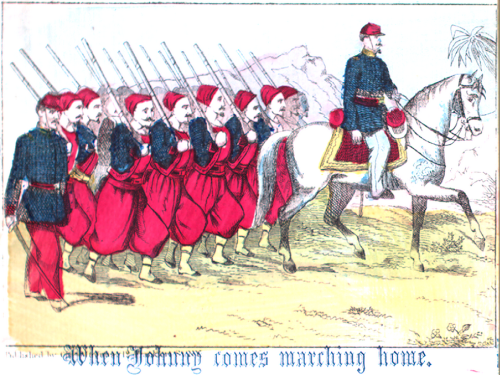
Ilustración de una compañía Zuavo en la Guerra Civil.

La letra original, como fue escrita por Patrick Gilmore, es la siguiente:

When Johnny comes marching home again

Hurrah! Hurrah!

We'll give him a hearty welcome then

Hurrah! Hurrah!

The men will cheer and the boys will shout

The ladies they will all turn out

And we'll all feel gay

When Johnny comes marching home.

The old church bell will peal with joy

Hurrah! Hurrah!

To welcome home our darling boy,

Hurrah! Hurrah!

The village lads and lassies say

With roses they will strew the way,

And we'll all feel gay

When Johnny comes marching home.

Get ready for the Jubilee,

Hurrah! Hurrah!

We'll give the hero three times three,

Hurrah! Hurrah!

The laurel wreath is ready now

To place upon his loyal brow

And we'll all feel gay

When Johnny comes marching home.

Let love and friendship on that day,

Hurrah, hurrah!

Their choicest pleasures then display,

Hurrah, hurrah!

And let each one perform some part,

To fill with joy the warrior's heart,

And we'll all feel gay

When Johnny comes marching home.